# Дворжецкий, Вацлав Янович
Ва́цлав Я́нович Дворже́цкий (пол. Wacław Dworzecki; 21 июля (3 августа) 1910, Киев, Российская империя — 11 апреля 1993, Нижний Новгород, Россия) — советский и российский актёр театра и кино. Народный артист РСФСР (1991).

## Биография
Вацлав-Виктор Дворжецкий родился 21 июля (3 августа) 1910 года в Киеве, в семье потомственных польских дворян Ивана-Анзельма Дворжецкого и Фаустины Дворжецкой (в девичестве Струсь).
Учился в театральной студии при Киевском польском драматическом театре (1927—1929), Киевском политехническом институте (1928—1929), затем работал в кузнечном цеху запорожского завода «Коммунар». Стал организатором и активным участником молодёжного кружка «ГОЛ» («Группа освобождения личности»). В 1929 году перебежал в Польшу, был там завербован спецслужбами и отправлен обратно в Киев для проведения шпионской деятельности в интересах Польши. Вскоре был арестован, 20 августа 1930 года Судебная тройка при Коллегии ГПУ УССР приговорила его как руководителя шпионской ячейки к 10 годам лагерей. До 1937 года отбывал срок наказания в Соловецком лагере особого назначения, выполнявшего работы на строительстве железной дороги Пинюг — Сыктывкар, Беломоро-Балтийского канала, Туломской гидроэлектростанции, рудниках острова Вайгач. Практически сразу был освобождён от тяжёлых работ и был призван к театральной деятельности: «Хорошо, что театр есть. И хорошо ещё, что не хуже, что не на общих, тяжёлых работах, что можно заниматься любимым делом, искусством помогать людям остаться людьми, сохранить или обрести достоинство, не отупеть окончательно, не превратиться в скотину! Ну, это ли не счастье! Это святая миссия! Не надо изменять делу, к которому призван судьбой!»
В 1931 году Дворжецкий был командирован в экспедицию на остров Вайгач. Описывая тяжёлые условия труда на свинцовых и цинковых шахтах в вечной мерзлоте, он признавал: «Начальство не издевается. Условия жизни и работы хорошие — ничуть не хуже, чем у „вольных“ в экспедиции, трудности одинаковые. В других лагерях, знаем, хуже. Тут идут большие зачёты — это хорошо, это сокращает срок, может быть, приближает час освобождения. Неволя, разлука? Время такое — у всех разлука, у всех неволя. Надо держаться, сохранять человеческое достоинство, не опуститься, надеяться на лучшее, выжить! Для всего этого тут, на Вайгаче, шансов больше, чем где-либо, в другом месте, в другом лагере». Осенью—зимой 1932—1933 годов на острове был построен двухэтажный Дом культуры с библиотекой и зрительным залом на 200 мест, ставший центром общественной жизни экспедиции. Его заведующим стал Дворжецкий. На остров было доставлено типографское оборудование, на котором был организован выпуск газет и журналов: «Живгазета», «Ударник», «Освоение Арктики», «Северное Сияние» и «Северный блеск».
После досрочного освобождения в 1937 году Дворжецкий поехал в Киев, к родителям. Впрочем, работать в театре там он не смог — его никуда не брали. Он попытался устроиться в театр города Белая Церковь, но и там режиссёр не отважился взять на работу бывшего политзаключённого. Тогда Дворжецкий устроился работать в весоповерочную мастерскую в Барышевке, однако через месяц ему пришлось уйти и оттуда. Он переехал в Харьков, где ему удалось по рекомендации начальника управления культуры устроиться в рабоче-колхозный театр № 4. Проработать там ему было суждено всего месяц. Пока Вацлав Янович с театром ездил с гастролями по Украине (Купянск, Дебальцево, Донецк), был арестован начальник управления культуры, его рекомендовавший. Пришлось быстро уезжать и оттуда — сначала в Подмосковье на станцию «Заветы Ильича», где жила двоюродная сестра. Не задержавшись и там, Вацлав Янович уехал в Омск, где был принят в местный Театр юного зрителя. На представлениях яркий талантливый актёр моментально обратил на себя внимание зрительской аудитории. Благодаря этому в городе появились публика, ходившая в театр именно на игру Дворжецкого.
В Омске он познакомился с балериной Таисией Владимировной Рэй. Они поженились, и через год у Дворжецких родился сын Владислав. Перед Великой Отечественной войной Вацлав Янович успел поработать в качестве актёра и режиссёра в Омском ТЮЗе, Таганрогском драматическом театре и Омском областном драматическом театре. Осенью 1941 года вновь был арестован и находился в заключении до 1946 года. В лагере он познакомился с вольнонаёмной служащей, и на свет появилась девочка, которую назвали Татьяной (29.10.1946 — 1995). После освобождения Дворжецкий вернулся в Омск, однако жена не простила ему измену и развелась с ним. Работая в Омском драмтеатре, Вацлав Янович познакомился с молодой выпускницей режиссёрского факультета ГИТИСа Ривой Левите. В начале 1950-х они поженились, а через несколько лет переехали в Саратов, где устроились на работу в местный драматический театр, затем переехали в Горький, где в 1960 году у них родился сын Евгений, а Вацлав Янович стал одним из ведущих артистов Драматического театра, в котором служил до самой смерти.
За свою долгую жизнь он сыграл 122 роли в 111 спектаклях. С 1968 года снимался также в кино и на телевидении, сыграл 92 роли. Наиболее крупные и удачные работы в фильмах: «Щит и меч», «Красное и чёрное», «Улан», «Конец Любавиных», «Забытая мелодия для флейты», «Где-то плачет иволга…», «Письма мёртвого человека», «Через тернии к звёздам», «Угрюм-река», «Свадьба» (СССР, Югославия). В 1978—1980 годах — актёр театра «Современник», с 1988 года — актёр Горьковского театра драмы имени М. Горького.
По делу 1930 года был реабилитирован постановлением Военного трибунала Киевского военного округа от 24 июля 1992 года.
Последние годы тяжело болел, у него стало ухудшаться зрение, но он всё же продолжал активно работать на сцене и в кино. Ему приходилось учить роли на слух, преодолевать много трудностей, чтобы оставаться в своей любимой профессии до конца. Скончался после операции 11 апреля 1993 года в Нижнем Новгороде на 83-м году жизни. Похоронен на Бугровском кладбище Нижнего Новгорода.

## Семья
- первая жена — Таисия Владимировна Рэй (1912—1987), балерина.
  - сын — Владислав Вацлавович Дворжецкий (1939—1978), актёр.
    - внук — Александр (род. 1962), бизнесмен.
    - внучка — Лидия (1968—1998).
      - правнуки — Алексей (род. 1988), Егор (род. 1989), Антон (род. 1993), Захар (род. 1995), Максим.
        - праправнук — Илья, сын Алексея.

    - внук — Дмитрий (род. 1974).

  - дочь — Татьяна (29.10.1946 — 1995).
    - внук.
- вторая жена —  Рива Яковлевна Левите, театральный режиссёр и педагог, заслуженный деятель искусств Российской Федерации (1994).
  - сын — актёр Евгений Вацлавович Дворжецкий (1960—1999).
    - внучка — Анна (род. 11.01.1990).
    - внук — Михаил (род. 14.06.1999).

## Творчество

### Роли в театре

#### Харьковский драматический театр(1937 год)
- «Слава» В. М. Гусева — Николай Маяк
- «Анна Каренина» по Л. Н. Толстому — Алексей Кириллович Вронский
- «Без вины виноватые» А. Н. Островского — Григорий Львович Муров

#### Омский ТЮЗ(1937—1939 годы)
- «Женитьба» Н. В. Гоголя — Кочкарёв
- «Том Кенти» по М. Твену — лорд-канцлер, лорд Гердфорд, режиссёр
- «Бесприданница» А. Н. Островского — Юлий Капитонович Карандышев
- «Созвездие Гончих Псов» по К. Паустовскому — Ньюстэд
- «Недоросль» Д. И. Фонвизина — Милон
- «Доходное место» А. Н. Островского — Василий Николаевич Жадов
- «Снежная королева» Е. Л. Шварца — Сказочник, режиссёр

#### Таганрогский драматический театр(1940 год)
- «Снежная королева» Е. Л. Шварца — Сказочник, Советник, режиссёр
- «Чапаев» по Д. А. Фурманову — Дмитрий Андреевич Фурманов
- «Лжец» К. Гольдони — Лелио
- «Дурочка» Лопе де Вега — Егор
- «Хижина дяди Тома» Г. Бичер-Стоу — Джордж, режиссёр
- «Романтики» Э. Ростана — Страфорель
- «Голубое и розовое» А. Я. Бруштейн — Постановщик

#### Омский ТЮЗ(1941 год)
- «Дом № 5» И. В. Штока — Лосницкий
- «Разлом» Б. А. Лавренёва — полковник Ярцев
- «Парень из нашего города» К. М. Симонова — Севастьянов
- «Интервенция» Л. И. Славина — Фредомбе
- «Весна в Москве» В. М. Гусева — доцент Здобнов
- «Романтики» Э. Ростана — Страфорель, режиссёр
- «Ночь ошибок» О. Голдсмита — Марлоу

#### Омский театр драмы(1945—1956 годы)
- «Давным-давно» А. К. Гладкова — поручик Ржевский
- «Анна Каренина» по Л. Н. Толстому — Алексей Кириллович Вронский, Алексей Александрович Каренин
- «День отдыха» В. П. Катаева — Костя
- «На всякого мудреца…» А. Н. Островского — Иван Иванович Городулин
- «Старые друзья» А. Н. Арбузова — Лясковский
- «За тех, кто в море» Б. А. Лавренёва — капитан-лейтенант Борис Иванович Максимов
- «Горе от ума» А. С. Грибоедова — Александр Андреевич Чацкий
- «Русский вопрос» К. М. Симонова — Харди
- «Глубокие корни» Дж. Гоу и А. д' Юссо — Гауард
- «Забавный случай» К. Гольдони — Поручик
- «Таланты и поклонники» А. Н. Островского — Иван Семёнович Великатов
- «Дубровский» по А. С. Пушкину — Владимир Андреевич Дубровский
- «Последняя жертва» А. Н. Островского — Вадим Григорьевич Дульчин
- «Трактирщица» К. Гольдони — кавалер Рипафратта
- «Родина» по А. Н. Толстому — Вадим Петрович Рощин
- «Жизнь в цитадели» по А. Кронину — профессор
- «Женитьба Белугина» А. Н. Островского — Агишин
- «Крепость на Волге» И. Л. Кремлёва — Лещинский
- «Живой труп» Л. Н. Толстого — Виктор Михайлович Каренин
- «Мачеха» О. Бальзака — Фердинанд
- «Заговор обречённых» Н. Е. Вирты — Мак-Хилл
- «Доходное место» А. Н. Островского — Василий Николаевич Жадов
- «Голос Америки» Б. А. Лавренёва — Вальтер Кидд
- «Тридцатилетние» (В семье у Краевых) А. Кузнецова — Николай Готовцев, инженер
- «Кому подчиняется время» Бр. Тур и Л. Шейнина — Рогге Людвид-Иоганн
- «Хождение по мукам» А. Толстого — Рощин
- «Зеленая улица» А. Сурова — Крутилин
- «Клятва у старой кумирни» А. Барянова — 'Ли-Фу
- «Свадьба Кречинского» А.В. Сухово-Кобылина — Михаил Васильевич Кречинский
- «Ромео и Джульетта» Шекспира — Меркуцио
- «Угрюм-река» по В. Я. Шишкову — Андрей Андреевич Протасов
- «Коварство и любовь» Ф. Шиллера — Вурм
- «Отелло» Шекспира — Яго
- «Тридцать сребреников» Г. Фаста — Дэвид Грэхем
- «Разлом» Б. А. Лавренёва — Леопольд Фёдорович Штубе
- «Семья» И. Ф. Попова — Неклюдов
- «Девицы-красавицы» А. Д. Симукова — Авдеев, режиссёр
- «Огненный мост» Б. С. Ромашова — Геннадий Дубровин
- «Большие хлопоты» Л. С. Ленча — Клещёв
- «Бешеные деньги» А. Н. Островского — Иван Петрович Телятев
- «Порт-Артур» по А. Н. Степанову и И. Ф. Попову — Кирилл Владимирович
- «Укрощение строптивой» Шекспира — Петруччио
- «Сомов и другие» М. Горького — Сомов
- «Закон Ликурга» по Т. Драйзеру — Клайд Гриффитс
- «Персональное дело» А. П. Штейна — Алексей Кузьмич Хлебников
- «С любовью не шутят» П. Кальдерона — Слуга
- «Русская тропинка» Н. М. Почивалина, Б. А. Малочевского, А. Шубина — Костиков-Алмазов
- «Собор Парижской Богоматери» по В. Гюго
- «Битва за жизнь» М. Ф. Шатрова и Волина — Ферм
- «Вишнёвый сад» А. П. Чехова — Леонид Андреевич Гаев
- «Незабываемый 1919-й» Вс. В. Вишневского — М. В. Родзянко
- «Кандидат партии» А. А. Крона — Частухин
- «Зыковы» М. Горького — Хеверн

#### Саратовский академический драматический театр
- «Великий государь» В. А. Соловьёва — Иван Грозный
- «Кремлёвские куранты» Н. Ф. Погодина — Антон Иванович Забелин, режиссёр
- «Интервенция» Л. И. Славина — Марсиаль
- «Медвежья свадьба» А. В. Луначарского — доктор Бредис
- «Одна» С. И. Алёшина — Платонов
- «Оптимистическая трагедия» Вс. В. Вишневского. Режиссёр: Н. А. Бондарев — Сиплый
- «Порт-Артур» по А. Н. Степанову — Степан Осипович Макаров
- «Забытый друг» А. Д. Салынского — Гуськов
- «Не было ни гроша, да вдруг алтын» А. Н. Островского — Михей Михеевич Крутицкий
- «Соперницы» Е. Бондаревой — Колесников
- «Чудак» Н. Хикмета — Неджми
- «Зыковы» М. Горького — Хеверн
- 1958 — «Живой труп» Л. Н. Толстого. Режиссёр: М. М. Ляшенко — Виктор Михайлович Каренин
- «Маскарад» М. Ю. Лермонтова — Неизвестный
- «Почему улыбались звёзды» А. Е. Корнейчука — Барабаш

#### Горьковский драматический театр(1958—1989)
- «Куда текут реки» А. С. Соснина — Сидорцев, инженер горкомхоза
- «Всё остаётся людям» С. И. Алёшина — Алексей Николаевич Вязьмин
- «Потерянный сын» Р. М. Блаумана — Шварц
- «Барабанщица» А. Д. Салынского — Чуфаров

### Фильмография
1. 1968 — Щит и меч — Лансдорф
2. 1968 — Далеко на западе — Юргенс
3. 1968 — Любовь Серафима Фролова — крестьянин
4. 1968 — Угрюм-река — рабочий Яшка
5. 1968 — Два года и вся жизнь — Максим Горький
6. 1970 — Риск — Вацлав Шевчик
7. 1970 — Смятение — народоволец
8. 1971 — Возвращение катера
9. 1971 — Конец Любавиных
10. 1971 — Рудобельская республика — Николай Николаевич
11. 1971 — Человек в проходном дворе — Кыргемаа, начальник местного горотдела КГБ
12. 1972 — Вера, надежда, любовь
13. 1972 — Моя жизнь — Полознев
14. 1973 — До последней минуты — Горук
15. 1973 — Открытая книга — Заозёрский
16. 1973 — Свадьба — Релич
17. 1975 — Время-не-ждёт — Чарльз
18. 1975 — Обретёшь в бою
19. 1975 — Квартет Гварнери — Буторин
20. 1976 — Красное и чёрное — аббат Шелан
21. 1977 — Право первой подписи
22. 1977 — Улан — Нелаев
23. 1977 — Юлия Вревская — министр
24. 1978 — Емельян Пугачёв — Филарет
25. 1978 — Отец Сергий
26. 1978 — Подпольный обком действует — учитель Хороводов
27. 1979 — Акванавты — профессор Кером
28. 1979 — Этот фантастический мир (телеспектакль, выпуск № 2) — профессор Маракот
29. 1980 — Петровка, 38 — Лев Иванович
30. 1980 — Тегеран-43 — историк Брунер
31. 1980 — Через тернии к звёздам — Пётр Петрович Лебедев
32. 1981 — Немухинские музыканты
33. 1981 — Чёрный треугольник — Архиерей
34. 1981 — Ярослав Мудрый — митрополит Иларион Киевский
35. 1982 — 4:0 в пользу Танечки — Иван Михайлович
36. 1982 — Вы чьё, старичьё? — Касьян
37. 1982 — Где-то плачет иволга… — Орлов
38. 1982 — Казнить не представляется возможным
39. 1982 — Мать Мария — Николаевский
40. 1982 — Надежда и опора — Александр Николаевич Гардт
41. 1983 — Две главы из семейной хроники — Владимир Данилов
42. 1983 — Цена возврата — Константин Фёдорович Богаевский, художник
43. 1983 — Эхо дальнего взрыва
44. 1984 — Нам не дано предугадать…
45. 1984 — Приходи свободным — Амир-Хаджи
46. 1984 — ТАСС уполномочен заявить… — Виктор Винтер
47. 1984 — Успех — Винокуров, главный режиссёр областного театра
48. 1984 — Я за тебя отвечаю
49. 1984 — Этот фантастический мир (телеспектакль, выпуск № 10) — Греджер
50. 1985 — Не имеющий чина — отец Софьи
51. 1985 — Иван Бабушкин — ссыльный Пётр Михайлович
52. 1985 — Кармелюк — Ольшевский-отец
53. 1985 — Пароль знали двое
54. 1986 — Голова Горгоны — Акулов
55. 1986 — Конец операции «Резидент» — Захаров
56. 1986 — На острие меча — учитель
57. 1986 — Письма мёртвого человека — Пастор
58. 1986 — Полёт в страну чудовищ — учитель
59. 1987 — Выбор — Щеглов
60. 1987 — Забытая мелодия для флейты — отец Филимонова
61. 1987 — Сын — Павел Кондратьевич
62. 1988 — Диссидент — Отец
63. 1988 — Защитник Седов (среднеметражный) — Осмоловский
64. 1988 — Будни и праздники Серафимы Глюкиной — Юрий Иванович
65. 1989 — В городе Сочи тёмные ночи — Фёдор Фёдорович Стрельников
66. 1989 — Светик — отец Василий
67. 1990 — Отче наш
68. 1990 — Женский день
69. 1991 — Житие Александра Невского — митрополит Кирилл
70. 1992 — Белые одежды — профессор Хейфец
71. 1992 — Гроза над Русью — Митрополит Филипп
72. 1992 — Исполнитель приговора
73. 1992 — Отшельник — Отшельник
74. 1992 — Официант с золотым подносом — доктор
75. 1993 — Мечты идиота — нищий
76. 1993 — Раскол — Трепов

## Сочинения
- Дворжецкий В. Я. Пути больших этапов: Записки актёра / Вступ. ст. Л. Шерешевского. — М.: Возвращение, 1994. — 118 с.
- Вацлав Дворжецкий: Династия / Сост. Я. И. Гройсман, Р. Я. Левите. — Нижний Новгород: ДЕКОМ, 1999. — 320 с. — 7000 экз. — (Имена). — ISBN 5-89533-023-1

## Награды и звания
- Народный артист РСФСР (1991).